# 올림포스 12신

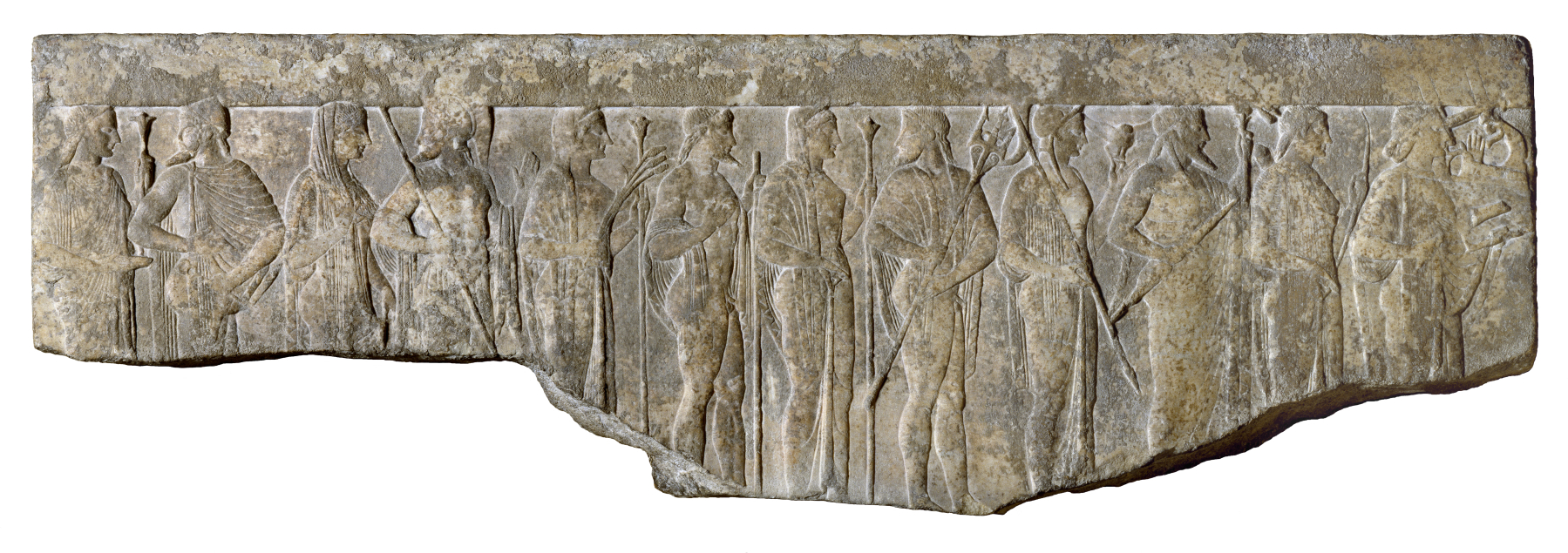
기원전 1세기-기원후 1세기의 헬레니즘 부조 파편으로, 12명의 올림포스 신들이 각자의 상징물을 들고 행진하는 모습이 묘사되어 있다. 왼쪽부터 헤스티아(홀), 헤르메스(날개 달린 모자와 지팡이), 아프로디테(베일), 아레스(투구와 창), 데메테르(홀과 밀 다발), 헤파이스토스(지팡이), 헤라(홀), 포세이돈(삼지창), 아테나(올빼미와 투구), 제우스(번개와 지팡이), 아르테미스(활과 화살통), 아폴론(리라). 월터스 미술관 소장.

고대 그리스 종교와 그리스 신화에서 올림포스 12신은 그리스 판테온의 주요 신들로, 일반적으로 제우스, 포세이돈, 헤라, 데메테르, 아프로디테, 아테나, 아르테미스, 아폴론, 아레스, 헤파이스토스, 헤르메스, 그리고 헤스티아 또는 디오니소스 중 한 명으로 여겨진다. 이들은 전승에 따르면 올림포스산에 거주했기 때문에 올림포스 신으로 불렸다.
올림포스 12신 외에도 다양한 12신 숭배 집단들이 존재했다.

## 올림포스 신들
올림포스 신들은 주로 3세대와 4세대 불멸의 존재들로 구성된 신들의 종족이며, 그리스 판테온의 주신으로 숭배되었다. 이들은 올림포스산에 거주했기 때문에 그렇게 불렸다. 이들은 제우스가 형제자매들을 이끌고 이전 세대의 지배적인 불멸자들, 즉 그리스 태초신 가이아와 우라노스의 자식들인 티탄족에 대항하여 10년간의 신들의 전쟁에서 승리하며 지배권을 얻었다. 이들은 신들의 가족으로, 가장 중요한 올림포스 1세대 신들은 티탄족 크로노스와 레아의 자손인 제우스, 포세이돈, 헤라, 데메테르, 헤스티아였으며, 여기에 제우스의 주요 자손인 아프로디테, 아테나, 아르테미스, 아폴론, 아레스, 헤파이스토스, 헤르메스, 디오니소스가 포함되었다. 하데스는 그리스 판테온의 주요 신이었고 제우스와 다른 올림포스 1세대 신들의 형제였지만, 그의 영역은 그리스 지하세계의 올림포스와 멀리 떨어져 있었기 때문에 일반적으로 올림포스 신 중 하나로 간주되지 않았다. 올림포스 신들은 그리스 지하신과 대조될 수 있는데, 하데스와 그의 아내 페르세포네를 포함한 지하신들은 제단 대신 보트로스(βόθρος, "구덩이")나 메가론(μέγαρον, "움푹 들어간 방")에서 희생 제물을 받았다.
올림포스 신의 정식 숫자는 12명이었지만, 위에 나열된 (13명의) 주요 올림포스 신들 외에도 올림포스에 거주하며 올림포스 신으로 간주될 수 있는 다른 많은 신들이 있었다. 헤라클레스는 신격화된 후 올림포스에 거주하게 되었고 또 다른 올림포스 거주자인 헤베와 결혼했다. 디오도로스 시켈로스에 따르면, 일부는 헤라클레스가 12신 중 한 명으로 제안되었으나, 이는 원래 12신 중 한 명이 "쫓겨나는" 것을 의미했기 때문에 거절했다고 전해진다. 일리아스에서는 12명의 티탄 중 하나로 등재된 여신 테미스가 다른 신들과 함께 올림포스에 거주하며, 그녀를 티탄이자 올림포스 신으로 만든다. 헤시오도스에 따르면, 스틱스의 자녀들인 젤로스(질투), 니케(승리), 크라토스(힘), 비아(강제)는 "제우스와 떨어져 집을 가지지 않으며, 신이 이끄는 곳 외에는 어떤 거처나 길도 없으며, 항상 제우스와 함께 거주한다"고 한다. 올림포스 신으로 간주될 수 있는 다른 신들로는 호라이, 그라에케, 무사, 에일레이티이아, 이리스, 디오네, 가니메데스 등이 있다.

## 12신
고대 그리스 전역에는 다양한 구성원을 가진 12신 숭배 집단이 많았다. 12신(고대 그리스어: δωδεκάθεον, dōdekátheon, δώδεκα dōdeka, "12" 및 θεοί theoi, "신"에서 유래)을 포함하는 그리스 종교 관습의 가장 초기의 증거는 기원전 6세기 후반보다 이르지 않다. 투키디데스에 따르면, 기원전 522년경 아테네의 아고라에 아르콘 피시스트라투스(히피아스의 아들이자 참주 페이시스트라토스의 손자)에 의해 12신 제단이 세워졌다. 이 제단은 아테네에서 거리를 측정하는 중심점이 되었고, 간구와 피난의 장소였다.
올림피아에도 일찍이 12신 전통이 있었던 것으로 보인다. 헤르메스에게 바치는 호메로스 찬가( 기원전 500년c.)에는 신 헤르메스가 아폴론에게서 훔친 두 마리 소를 희생 제물로 삼아 알페이오스강 강둑(아마도 올림피아에서)에서 12등분하는 내용이 나온다.
이후 헤르메스는 즐거운 마음으로 자신이 준비한 기름진 고기들을 매끄럽고 평평한 돌 위에 놓고, 제비를 뽑아 12등분하여 각 부분을 온전히 명예롭게 만들었다.

핀다로스는 기원전 480년경 올림피아에서 불릴 송가에서 헤라클레스가 알페이오스강을 따라 "12명의 지배 신"에게 희생 제물을 바치는 내용을 언급한다.
[헤라클레스]는 알티스 전체를 에워싸고 그 경계를 정했으며, 알페이오스강과 12명의 지배 신들을 기리며 그 주변 지역을 축제를 위한 휴식처로 만들었다.

핀다로스의 또 다른 올림피아 송가에는 "여섯 개의 이중 제단"이 언급된다. 헤라클레이아의 헤로도루스(기원전 400년경) 역시 헤라클레스가 올림피아에 각 쌍이 하나의 제단을 공유하는 여섯 쌍의 신들을 모신 신전을 세웠다고 전한다.
델로스섬, 칼케돈, 마그네시아 아드 마이안드룸, 시칠리아의 레온티노이를 포함하여 많은 다른 지역에서도 12신 숭배가 이루어졌다. 올림포스 12신과 마찬가지로, 신의 수는 12명으로 고정되었지만 구성원은 다양했다. 이 다른 12신 숭배에 포함된 신들 대부분은 올림포스 신이었지만, 올림포스 신이 아닌 존재들도 때때로 포함되었다. 예를 들어, 헤라클레이아의 헤로도루스는 올림피아의 여섯 쌍의 신들을 다음과 같이 정의했다. 제우스와 포세이돈, 헤라와 아테나, 헤르메스와 아폴론, 카리스와 디오니소스, 아르테미스와 알페이오스, 그리고 크로노스와 레아였다. 따라서 이 목록에는 제우스, 포세이돈, 헤라, 아테나, 헤르메스, 아폴론, 아르테미스, 디오니소스의 8명의 올림포스 신이 포함되어 있지만, 올림포스 신이 아닌 3명(1세대 올림포스 신의 티탄 부모인 크로노스와 레아, 그리고 강신 알페이오스)도 포함되어 있으며, 카리스(여기서는 하나의 신으로 간주됨)의 지위는 불분명하다.
플라톤은 "12신"을 12개월과 연결시켰고, 마지막 달을 플루톤 (또는 하데스)과 죽은 자들의 영혼에게 바치자고 제안하며 그를 12신 중 한 명으로 여겼음을 암시한다.
로마 시인 엔니우스는 로마식 대응 신(Dii Consentes)을 6쌍의 남녀 한 쌍으로 제시하는데, 로마 종교에서 베스타 여신단에 의해 유지되는 국가 여신으로서 중요한 역할을 했던 베스타 (그리스 헤스티아)의 위치를 보존한다.

## 목록
올림포스 12신에 대한 단일한 정식 목록은 없다. 가장 일반적으로 올림포스 12신 중 하나로 간주되는 13명의 그리스 신과 여신, 그리고 그들의 로마 대응 신은 다음과 같다.
| 그리스                                                                                       | 로마         | 이미지 | 기능 및 특징 |
| -------------------------------------------------------------------------------------------- | ------------ | ------ | --- |
| 제우스                                                                                       | 유피테르     |        | 신들의 왕이자 올림포스산의 지배자; 하늘, 번개, 천둥, 법률, 질서, 정의의 신. 티탄족 크로노스와 레아의 막내아들. 헤라의 오빠이자 남편이며, 포세이돈, 하데스, 데메테르, 헤스티아의 형제. 여신들과 필멸자들과 많은 관계를 가졌다. 예를 들어 여동생 데메테르와 레토, 필멸자 레다, 알크메네 등. 그의 상징은 벼락, 독수리, 떡갈나무, 황소, 왕홀, 저울이다. |
| 헤라                                                                                         | 유노         |        | 신들의 여왕이자 결혼, 여성, 출산, 가정의 여신. 크로노스와 레아의 막내딸. 제우스의 누나이자 아내. 결혼의 여신으로서 제우스의 연인들과 그들의 자녀들에게 복수하려 자주 시도했다. 그녀의 상징은 공작, 뻐꾸기, 암소이다. |
| 포세이돈                                                                                     | 넵투누스     |        | 바다, 물, 폭풍, 허리케인, 지진, 말의 신. 크로노스와 레아의 중간 아들. 제우스와 하데스의 형제. 네레이데스 암피트리테와 결혼했다. 하지만 다른 많은 그리스 남신들처럼 수많은 연인을 두었다. 그의 상징은 삼지창, 말, 황소, 돌고래이다. |
| 데메테르                                                                                     | 케레스       |        | 수확, 생식력, 농업, 자연, 계절의 여신. 곡식과 대지의 생식력을 주관했다. 크로노스와 레아의 중간 딸. 또한 제우스와 포세이돈의 연인이었으며, 페르세포네, 데스포이나, 아리온의 어머니. 그녀의 상징은 양귀비, 밀, 횃불, 코르누코피아, 돼지이다. |
| 아폴론                                                                                       | 아폴론       |        | 태양, 빛, 예언, 철학, 궁술, 진실, 영감, 시, 음악, 예술, 남성적 아름다움, 의학, 치유, 역병의 신. 제우스와 레토의 아들이며, 아르테미스의 쌍둥이 오빠. 그의 상징은 활과 화살, 리라, 까마귀, 백조, 늑대이다. |
| 아르테미스                                                                                   | 디아나       |        | 사냥, 야생, 순결, 달, 궁술, 출산, 보호, 역병의 여신. 제우스와 레토의 딸이며, 아폴론의 쌍둥이 여동생. 그녀의 상징은 달, 말, 사슴, 사냥개, 암곰, 뱀, 사이프러스 나무, 활과 화살이다. |
| 아레스                                                                                       | 마르스       |        | 전쟁, 폭력, 유혈, 남성적 미덕의 신. 제우스와 헤라의 아들로, 아프로디테를 제외한 다른 모든 신들이 그를 싫어했다. 그의 라틴어 이름 마르스는 "군사적인"이라는 단어의 어원이 되었다. 그의 상징은 멧돼지, 뱀, 개, 독수리, 창, 방패이다. |
| 아테나                                                                                       | 미네르바     |        | 지혜, 수공예, 전쟁의 여신. 제우스와 오케아니스 메티스의 딸로, 아버지의 머리에서 완전히 성장한 모습으로 완전한 전투 갑옷을 입고 솟아났다. 그녀의 상징은 올빼미와 올리브나무이다. |
| 헤파이스토스                                                                                 | 불카누스     |        | 신들의 대장장이이자 장인; 대장간, 장인정신, 발명, 불, 화산의 신. 헤라의 아들로, 제우스와의 사이에서 태어나거나 처녀생식으로 태어났다. 아프로디테와 결혼했다. 그의 라틴어 이름 불카누스는 "화산"이라는 단어의 어원이 되었다. 그의 상징은 불, 모루, 도끼, 당나귀, 망치, 집게, 메추라기이다. |
| 아프로디테                                                                                   | 베누스       |        | 사랑, 쾌락, 열정, 번식, 생식력, 아름다움, 욕망의 여신. 제우스와 오케아니스 또는 티탄족 디오네의 딸이거나, 혹은 우라노스의 막내아들 크로노스에 의해 거세된 후 우라노스의 피가 바다에 떨어져 바다 거품에서 태어났을 수도 있다. 헤파이스토스와 결혼했지만, 특히 아레스와 많은 간통 관계를 가졌다. 그녀의 이름은 "춘약"이라는 단어의 어원이 되었고, 그녀의 라틴어 이름 베누스는 "venereal"이라는 단어의 어원이 되었다. 그녀의 상징은 비둘기, 새, 사과, 벌, 백조, 은매화, 장미이다. |
| 헤르메스                                                                                     | 메르쿠리우스 |        | 신들의 사자; 여행, 상업, 통신, 경계, 웅변, 외교, 도둑, 게임의 신. 또한 죽은 영혼의 안내자였다. 제우스와 님프 마이아의 아들. 디오니소스보다 약간 나이가 많은 두 번째로 어린 올림포스 신. 그의 상징은 케뤼케이온 (두 마리 뱀이 얽힌 지팡이), 날개 달린 샌들과 모자, 황새, 거북(그의 등껍질로 리라를 발명함)이다. |
| 대부분의 "올림포스 12신" 목록은 위의 11명에 헤스티아 또는 디오니소스를 더한 것으로 구성된다. |              |        | |
| 헤스티아                                                                                     | 베스타       |        | 화로, 불, 가정과 가족의 올바른 질서의 여신; 그녀는 첫 번째 올림포스 세대에 태어났으며, 원래 12신 중 한 명이었다. 그녀는 크로노스와 레아의 첫째 자녀이자 하데스, 데메테르, 포세이돈, 헤라, 제우스의 언니이다. 일부 12신 목록에서는 그녀를 디오니소스 대신 제외하기도 하지만, 그녀가 평화를 위해 왕좌를 디오니소스에게 양보했다는 추측은 현대적인 발명으로 보인다. |
| 디오니소스                                                                                   | 리베르       |        | 포도주, 포도나무, 생식력, 축제, 황홀경, 광기, 부활의 신. 연극 예술의 수호신. 제우스와 필멸의 테베 공주 세멜레의 아들이며, 가장 어린 올림포스 신. 크레타 공주 아리아드네와 결혼했다. 그의 상징은 포도나무, 담쟁이, 잔, 호랑이, 표범, 흑표범, 돌고래, 염소, 솔방울이다. |

## 가계도
틀:Family tree of the Olympians

## 같이 보기
- Dii Consentes, 올림포스 12신에 해당하는 로마 신들
- 그리스 신들의 가계도
- 인테르프레타티오 그라이카, 신화적 대응표 포함
- 그리스 신화의 등장인물 목록
- Supreme Council of Ethnikoi Hellenes
- 그리스교
- 올림피아
- 그리스 신화의 현대적 이해
- Olympian spirits
- 아스
- 투어허 데 다넌
- 아눈나키
- 엘로힘
- 데바 (힌두교)

## 내용주
1. ↑  Walters Art Museum, accession number 23.40.
2. ↑  Hansen, p. 250; Burkert, pp. 125 ff.; Dowden, p. 43; Chadwick, p. 85; Müller, pp. 419 ff.; Pache, pp. 308 ff.; Thomas, p. 12; Shapiro, p. 362; Long, pp. 140–141; Morford, p. 113; Hard, p. 80.
3. ↑  호메로스에 따르면, 아프로디테는 제우스 (일리아스 3.374, 20.105; 오디세이아 8.308, 320)와 디오네 (일리아스 5.370–71)의 딸이었다. Gantz, pp. 99–100 참조. 그러나 헤시오도스, 신통기 183–200에 따르면, 아프로디테는 우라노스의 잘린 생식기에서 태어났다고 한다. Gantz, pp. 99–100 참조.
4. ↑  Hansen, p. 250; Morford, p. 113; Hard p. 80.
5. ↑  Chadwick, p. 85.
6. ↑  Dillon, p. 114.
7. ↑  Ogden, pp. 2–3; Dowden, p. 43; Hansen, p. 250; Burkert, p. 125.
8. ↑  헤로도토스, 2.43–44.
9. ↑  디오도로스 시켈로스, 4.39.4.
10. ↑  호메로스, 일리아스 15.88
11. ↑  헤시오도스, 신통기 386–388.
12. ↑  누구를 올림포스 신으로 부를지는 완전히 명확하지 않다. 예를 들어, Dowden, p. 43, 헤라클레스, 헤베, 무사, 그라에케를 올림포스 신으로 묘사하고, p. 45에는 이리스, 디오네, 에일레이티이아를 호메로스 올림포스 신으로 열거하며, Hansen, p. 250, 헤라클레스, 헤베, 호라이, 가니메데스를 올림포스의 주목할 만한 거주자로 묘사하지만, "일반적으로 올림포스 신으로 분류되지 않는다"고 말한다.
13. ↑  Dowden, p. 43; Rutherford, p. 43.
14. ↑  Rutherford, pp. 43–44; 투키디데스, 6.54.6–7.
15. ↑  Gadbery, p. 447.
16. ↑  Dowden, p. 43; Rutherford, p. 44; Long, pp. 58–62 (T 13), 154–157.
17. ↑  Long, pp. 61–62 (T 13 G), 156–157; 헤르메스에게 바치는 호메로스 찬가, 128–129.
18. ↑  Dowden, p. 43; Rutherford, p. 44; Long, pp. 59–60 (T 13 C), 154–155.
19. ↑  핀다로스, 올림피아 10.49.
20. ↑  Rutherford, p. 44; Long, pp. 58 (T 13 A), 154; 핀다로스, 올림피아 5.5.
21. ↑  Dowden, p. 43; Rutherford, p. 47; Long, pp. 58–59 (T 13 B), 154; FGrH 31 F34a-b.
22. ↑  Rutherford, p. 45; Delos: Long, pp. 11, 87–90 (T 26), 182; Chalcedon: Long, pp. 56–57 (T 11 D), 217–218; Magnesia on the Maeander: Long, pp. 53–54 (T 7), 221–223; Leontinoi: Long, pp. 95–96 (T 32), p. 157.
23. ↑  Long, pp. 360–361, lists 54 Greek (and Roman) gods, including the thirteen Olympians mentioned above, who have been identified as members of one or more cultic groupings of twelve gods.
24. ↑  Dowden, p. 43; Rutherford, p. 47; Hard, p. 81; Long, pp. 58–59 (T 13 B), 141, 154; FGrH 31 F34a-b.
25. ↑  Rutherford, pp. 45–46; 플라톤, 법률 828 b-d.
26. ↑  〈Greek mythology〉. 《Encyclopedia Americana》 13. 1993. 431쪽.
27. ↑  Hamilton, Edith (2017년 9월 26일). 《Mythology: Timeless Tales of Gods and Heroes》. Illustrated by Tierney, Jim. 75 anniversary illurat판. New York: Black Dog & Leventhal Publishers. ISBN 978-0-316-43852-0. OCLC 1004059928.
28. ↑  《Merriam-Webster's Encyclopedia of Literature》. Merriam-Webster. 1995. 81쪽. ISBN 9780877790426.

## 추가 문헌
- Berger-Doer, Gratia, "Dodekatheoi", in Lexicon Iconographicum Mythologiae Classicae (LIMC). III.1: Atherion – Eros, pp. 646–658, Zurich and Munich, Artemis Verlag, 1986. ISBN 3760887511. Internet Archive.

올림포스 12신